# Luchterhand & Freytag

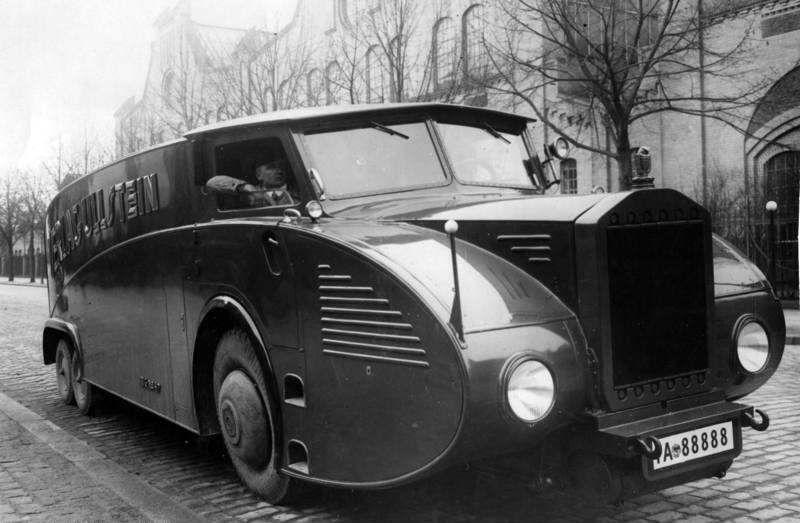
Lieferwagen des Ullstein Verlags, 1931

Luchterhand & Freytag war ein 1899 gegründetes und bis 2012 bestehendes Karosseriebauunternehmen in Berlin.

## Geschichte

### Die ersten Jahre ab 1899
Das Unternehmen wurde am 1. August 1899 von August Luchterhand im damaligen (Berlin-)Rixdorf, in der Hermannstraße 56/57 gegründet. Erst nach der Gründung kam Luchterhands Schwager Otto Freytag als Kompagnon hinzu.
Durch Kunden wie die Meierei C. Bolle und vor allem Brauereien wie Kindl, Schultheiss und Löwenbrau entwickelte sich Luchterhand & Freytag schnell zu einem Nutzfahrzeug-Spezialisten. Ebenso erfolgten Aufbauten für Post- und Krankenwagen auf Hansa-Lloyd-Chassis und Pritschenwagen auf Bergmann-Fahrgestellen.
Nach dem Ersten Weltkrieg wurde das wirtschaftliche Überleben durch den Bau aller Unfallkrankenwagen der Städte Berlin und Stettin gesichert.
1925 wurde an der Eresburgstraße in Berlin-Tempelhof ein Grundstück erworben und mit Werkstattgebäuden bebaut. 1927 wurde der Betrieb von Neukölln dorthin verlegt, wo heute noch der Firmensitz ist.

### Der Schnelllastwagen für den Ullsteinverlag 1931
1931 baute Luchterhand & Freytag für den Ullstein Verlag auf einem Rumpler-Chassis einen stromlinienförmigen Lieferwagen mit Vorderradantrieb, der auch als Rumpler Lkw bezeichnet wird. Mit diesem wurden die Zeitungen des Verlags bis Magdeburg und Dessau und in die prestigeträchtigen Ostseebäder ausgeliefert. Angetrieben wurde das Fahrzeug an der Vorderachse von einem Sechszylinder-Maybach-Motor mit 100 PS, die kleineren Räder der hinteren Doppelachse liefen lediglich mit. Die Zuladung betrug 5 Tonnen.
Das Karosseriedesign stammte von Cucuel und Offelsmeyer. Der ursprüngliche Entwurf sah eine reine Stromlinienform nach dem Patent von Paul Jaray vor, doch Rudolf Ullstein bestand auf der kantigen Dachform. Der Motor wurde später gegen einen 200 PS starken 12-Zylinder Maybach-Motor ausgetauscht. Das Fahrzeug kam bis etwa 1942/1943 zum Einsatz, wurde dann stillgelegt und verbrannte bei einem der Luftangriffe auf Berlin. Laut Auskunft von Luchterhand & Freytag existieren keinerlei Originalpläne mehr zu dem Fahrzeug, da das gesamte Firmenarchiv im Zweiten Weltkrieg einem Brand zum Opfer fiel.

### Entwicklung in den 1930er und 1940er Jahren
Anfang der 1930er Jahre entstanden aufgrund der weiterentwickelten Ton- und Projektionstechnik mehrere „Show“-Fahrzeuge als Sonderkonstruktionen für Werbezwecke, die mit Einbaugrammophonen und Mattscheibenprojektionen ein multimediales Erlebnis boten und große Aufmerksamkeit auf sich zogen.
1934 wurden nach der nationalsozialistischen Machtergreifung für die Reichswehr zu Versuchszwecken Umbauten britischer Geländewagen produziert und 1936 zu den Olympischen Spielen in Berlin die Wagenflotte vom Leni Riefenstahls Aufnahmeteam.
Nach Beginn des Zweiten Weltkriegs erfolgte neben der Prototypenentwicklung der Karosserieaufbau für militärische Einsatzfahrzeuge, und mit 250 Mitarbeitern erreichte der Betrieb die Höchstzahl an Beschäftigten. 1943 wurde bei einem Luftangriff auf Berlin ein großer Teil der Werksanlagen sowie eine Anzahl der produzierten Fahrzeuge vernichtet.

### Nach dem Zweiten Weltkrieg
Nach dem Ende des Zweiten Weltkriegs und dem Neuanfang im Nachkriegsberlin spezialisierte sich Luchterhand & Freytag auf den Verkauf von Um- oder Ausbauten in Wohnmobile oder Lieferfahrzeuge.
Am 20. Januar 2012 wurde das Unternehmen durch die M-Color Karosserie Lackiererei GmbH aufgekauft und aus dem Handelsregister gestrichen.